# آر پوینت
آر پوینت (کره‌ای: 알 포인트؛ انگلیسی: R-Point) یک فیلم وحشت روان‌شناختی جنگی سال ۲۰۰۴ کره جنوبی به کارگردانی کونگ سو چانگ است. این فیلم در سال ۱۹۷۲ میلادی در طی جنگ ویتنام واقع شده‌است و کام وو سونگ و سون بیونگ هو به عنوان عضو ارتش کره جنوبی ایفای نقش کردند. بیشتر سکانس‌های فیلم در کامبوج فیلم‌برداری شده‌است. در سال ۲۰۱۱، پالیسادس تارتان این فیلم را دوباره به صورت دی‌وی‌دی با عنوان روح‌های جنگ (Ghosts of War) منتشر کرد.